# (9576) van der Weyden
(9576) van der Weyden est un astéroïde de la ceinture principale.

## Description
(9576) van der Weyden est un astéroïde de la ceinture principale. Il fut découvert le 4 février 1989 à La Silla par Eric Walter Elst. Il présente une orbite caractérisée par un demi-grand axe de 3,06 UA, une excentricité de 0,11 et une inclinaison de 8,6° par rapport à l'écliptique.

## Compléments